# بيضاء النثيل
بيضاء النثيل تابعة لمنطقة حائل وتبعد عن حائل 160 كم.
مدينة "بيضاء النثيل" هي من القرى التابعة لمنطقة حائل في المملكة العربية السعودية. تُعرف هذه المنطقة بجمال طبيعتها الصحراوية والهدوء الذي توفره، وهي جزء من المعالم السياحية في المنطقة 